# 佩特鲁罗-伊尔皮诺
佩特鲁罗-伊尔皮诺（義大利語：Petruro Irpino），是意大利阿韦利诺省的一个市镇。总面积3.11平方公里，人口362人，人口密度116.4人/平方公里（2009年）。ISTAT代码为064071。